# Franco Putzolu
Franco Putzolu (Serramanna, 4 ottobre 1936 – San Gavino Monreale, 3 aprile 2011) è stato un illustratore, disegnatore e fumettista italiano.
È considerato tra i maggiori vignettisti sardi e italiani, ed è per questo soprannominato il Forattini sardo. Lavorò con numerose riviste italiane, come Il Calcio e il Ciclismo illustrato, ha realizzato alcuni caroselli ed è stato per oltre trent'anni il vignettista de L'Unione Sarda.

## Biografia
Dopo alcune esperienze artistiche a Serramanna, nel 1953 Franco Putzolu pubblicò le sue prime vignette per Il Calcio e il Ciclismo Illustrato. Collaborò poi con numerosi quotidiani e settimanali, tra cui il Corriere della Sera, e realizzò numerosi caroselli, inventando, tra gli altri, i personaggi di Mammut, Babbut e Figliut. Nel 1965 venne assunto a L'Unione Sarda dall'allora direttore Fabio Maria Crivelli.
Nel 1964 pubblica Donne in libertà e teste di cavolo per le Edizioni Bertoldo unitamente ad altri giovani disegnatori (Fornari, Olivieri e Giuliano).
L'economista sardo, Paolo Savona, di lui disse: «Putzolu è il più fine ed acuto osservatore e commentatore della realtà socio-economico-culturale della Sardegna».